# Weininsel
Die Weininsel im Landkreis Kitzingen ist eine durch menschlichen Einfluss entstandene Insel im Main. Sie bildet mit rund 750 ha Rebfläche die größten zusammenhängenden Weinberge des Weinanbaugebiets Franken und umfasst damit 12 % der Gesamtfläche des Weingebiets.

## Lage und Geographie
Die Insel liegt zwischen einer 12 km langen Flussschleife des Mains südwestlich von Volkach und dem diese abkürzenden 6 km langen Mainkanal, einem Durchstich zwischen Volkach und Gerlachshausen. Auf der dadurch entstandenen Insel liegen die Orte Sommerach und Nordheim am Main sowie der Volkacher Ortsteil Hallburg. Drei Straßenbrücken und eine Feldwegbrücke über den Mainkanal und eine Fährverbindung in Nordheim ermöglichen die Zufahrt. Eine weitere Zufahrt bildet die Fähre Nordheim, die zwischen Nordheim und dem gegenüberliegenden Escherndorf verkehrt. Der unbewohnte Südzipfel der Insel gehört zur Gemeinde Schwarzach am Main, Gemarkungen Gerlachshausen und Schwarzenau.
Naturräumlich bildet die Weininsel eine Übergangszone zwischen zwei Untereinheiten. Der östliche und südöstliche Teil wird von großen Flugsandgebieten geprägt. Dieses Dimbacher Flugsandgebiet ist Teil der Kitzinger Mainebene im Steigerwaldvorland, die zu den Mainfränkischen Platten gezählt wird. Im Westen ist sie dem Naturraum Volkacher Mainschleife zugeschlagen, der im Mittleren Maintal liegt.

## Kreuzberg
Die höchste Erhebung der Weininsel ist der Kreuzberg mit 287 m N. N., der sich knapp 100 Meter über den Fluss erhebt. Auf dem Gipfel des Kreuzbergs befindet sich eine Aussichtsplattform.
Die Landschaft ist vom Weinbau geprägt. Hier befinden sich die bekannten Weingärten des Nordheimer Kreuzbergs, Nordheimer Vögeleins, des Hallburger Schlossbergs und der Sommeracher Lagen  Katzenkopf, Rosenberg und Engelsberg.

## Sehenswürdigkeiten
Die Weingärten sind frei zugänglich und mit einem Wanderwegenetz gut ausgeschildert. An den Wege befinden sich zahlreiche Sehenswürdigkeiten wie Bildstöcke, Ausgestochene Marter, Vierzehnheiligenbildstock, Kapellen wie die Kreuzkapelle sowie die Burg Hallburg.

## Schutzgebiete

### Naturschutzgebiete
Auf der Insel befinden sich teilweise die Naturschutzgebiete:
- Alter Main bei Volkach
- Mainaue zwischen Sommerach und Köhler
- Rechtes Mainufer bei Sommerach
- Sandfluren bei Volkach, Schwarzach am Main und Sommerach
- Wald an der Hallburg

### Geotop
Auf dem Kreuzberg der Weininsel liegt das Geotop Eichelsee-Doline am Kreuzberg. Die Doline führt zeitweise Wasser und ist zu Trockenzeiten stark verschlammt. Entstanden ist sie wohl durch das Einbrechen eines Karsthohlraumes in die unterlagernden Gesteinseinschichten.

## Bildergalerie

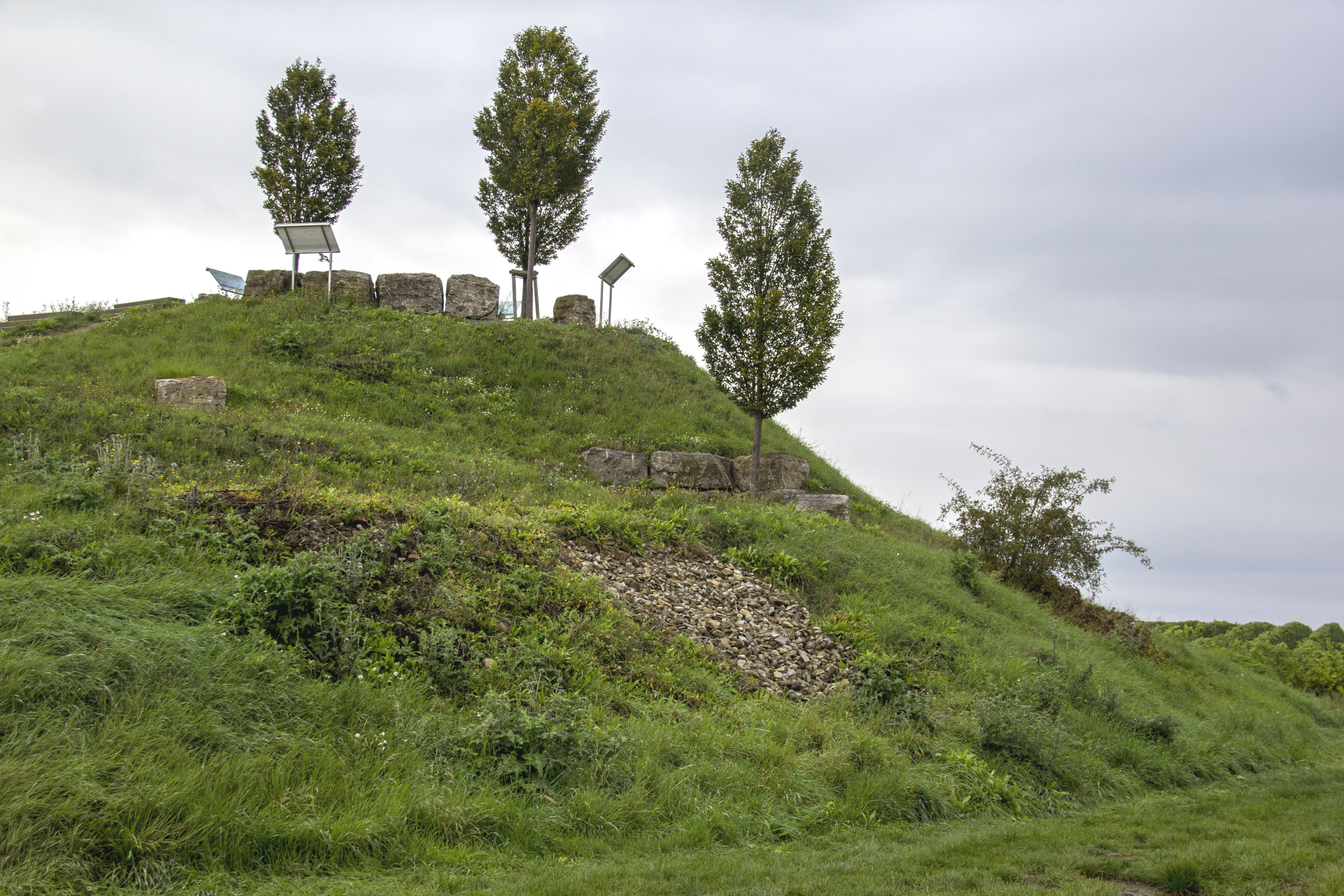
Kreuzberg Aussichtsplattform
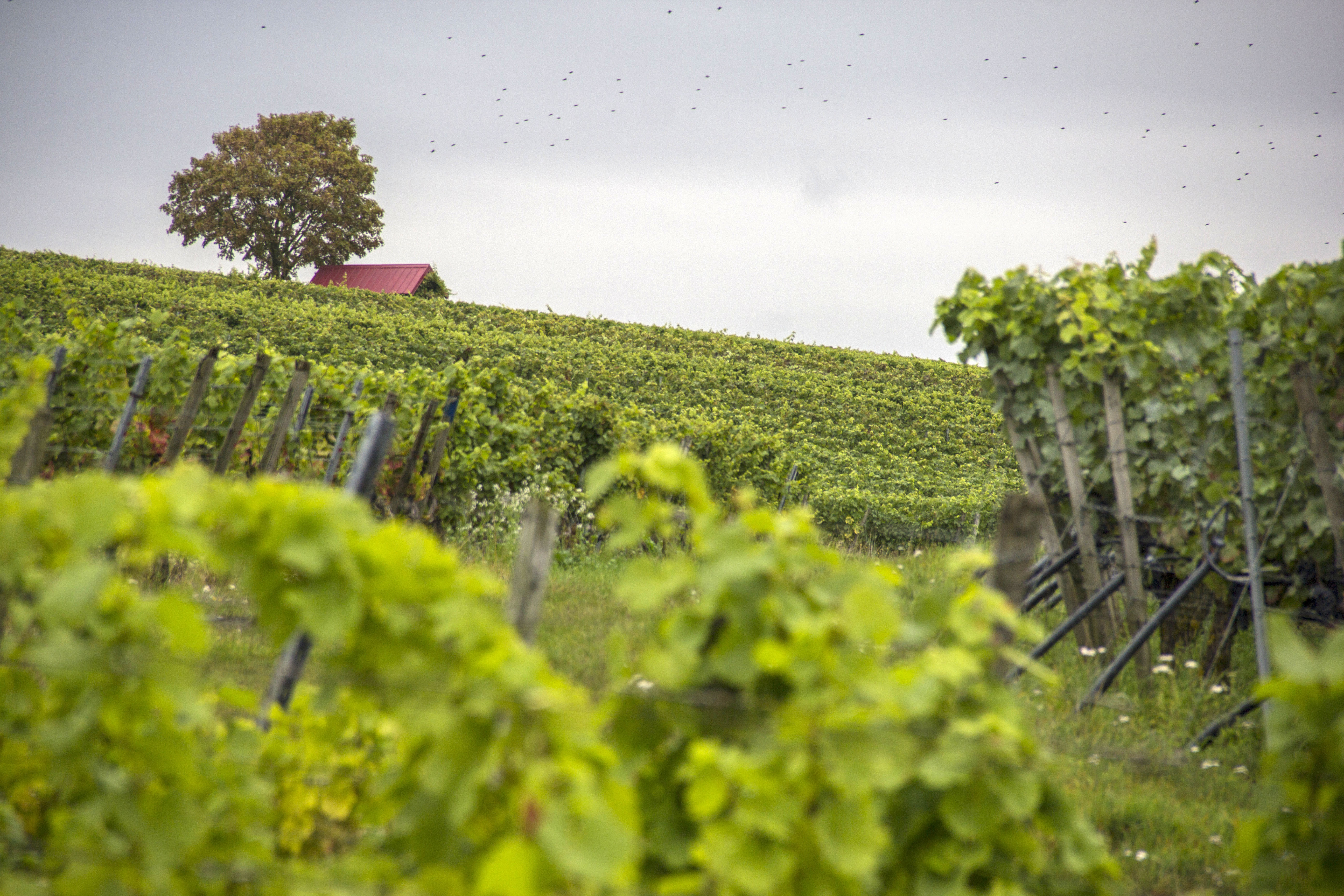
Weingarten am Kreuzberg
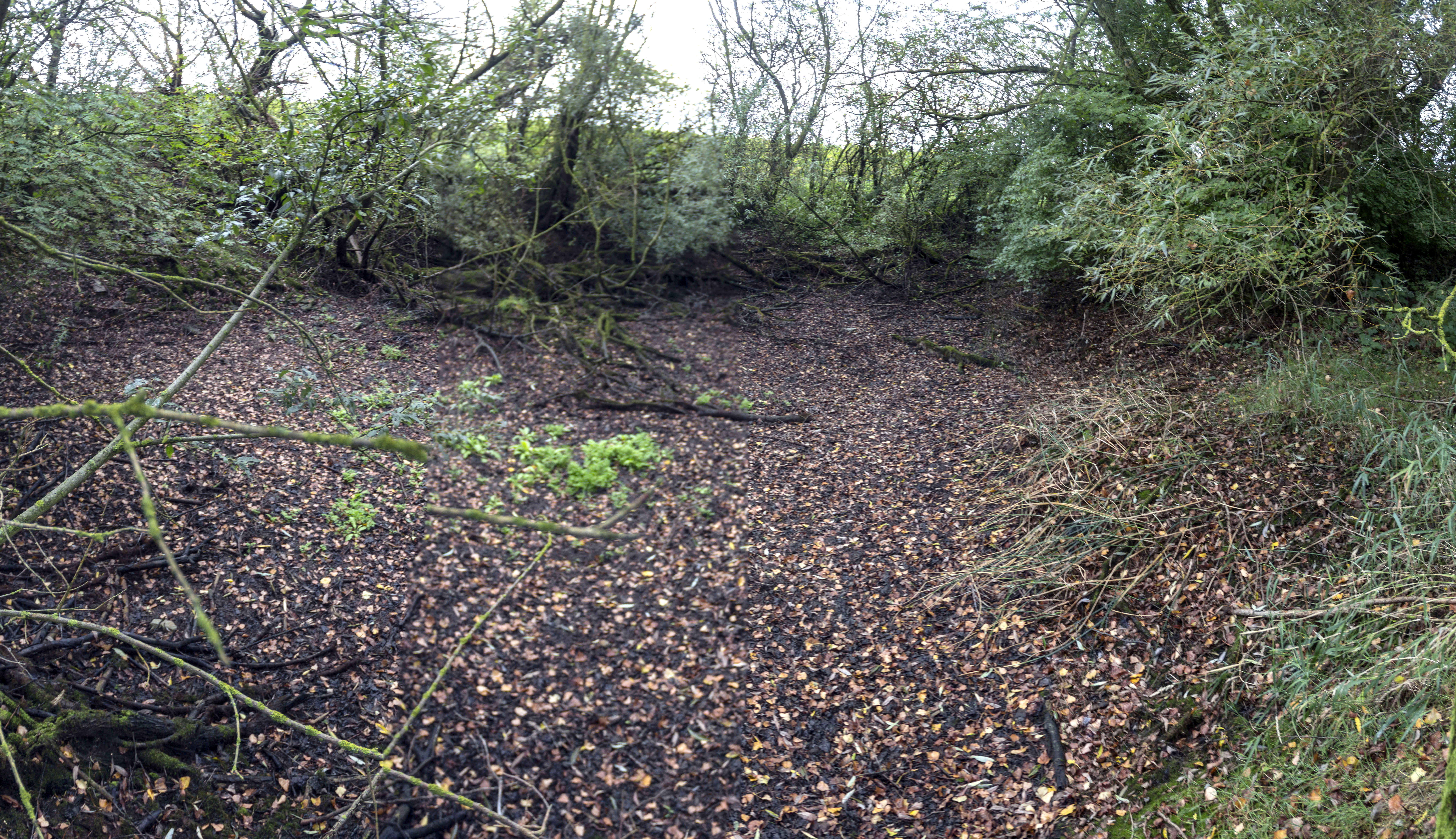
Geotop Eichelsee-Doline
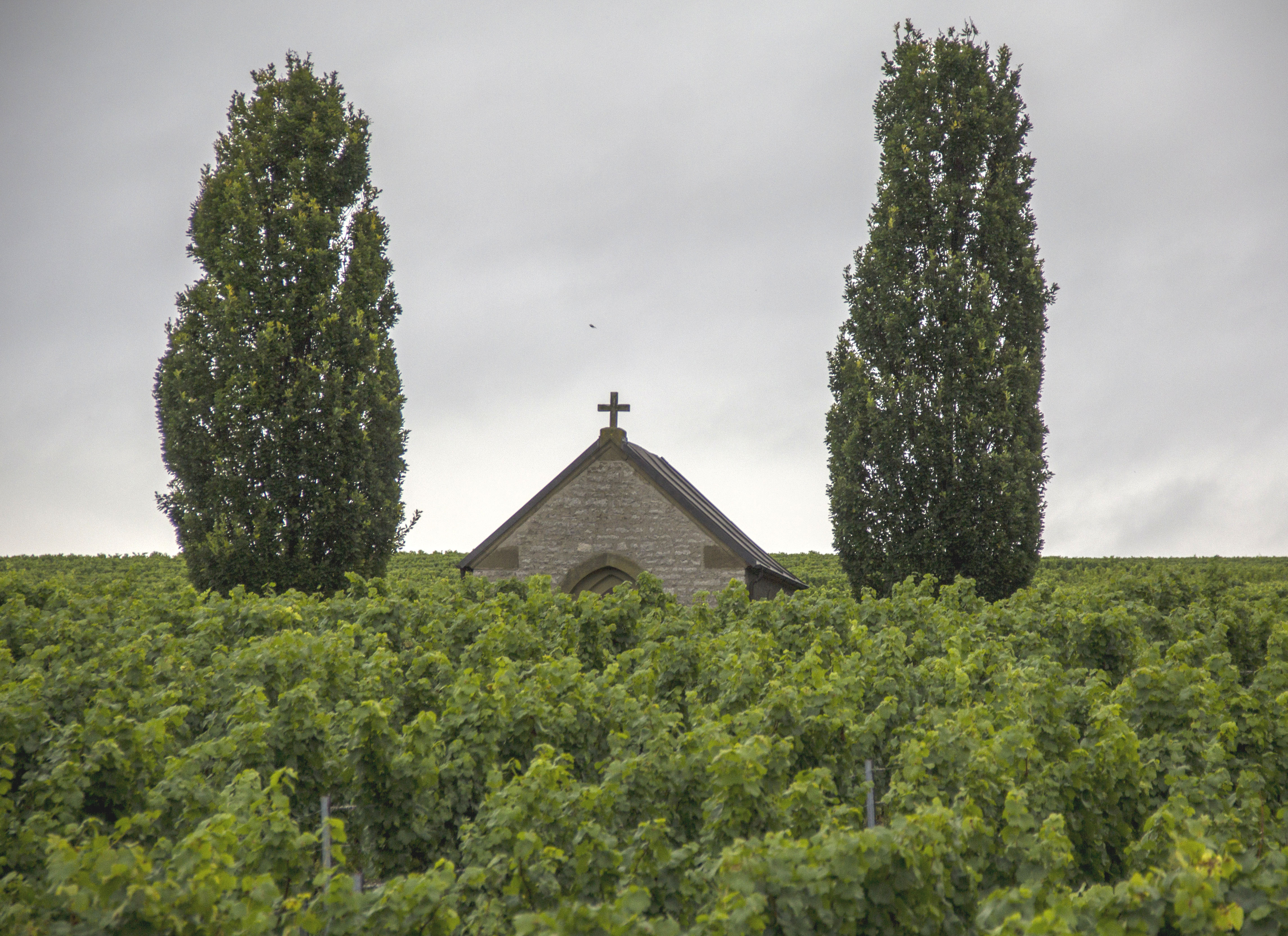
Die Kreuzkapelle
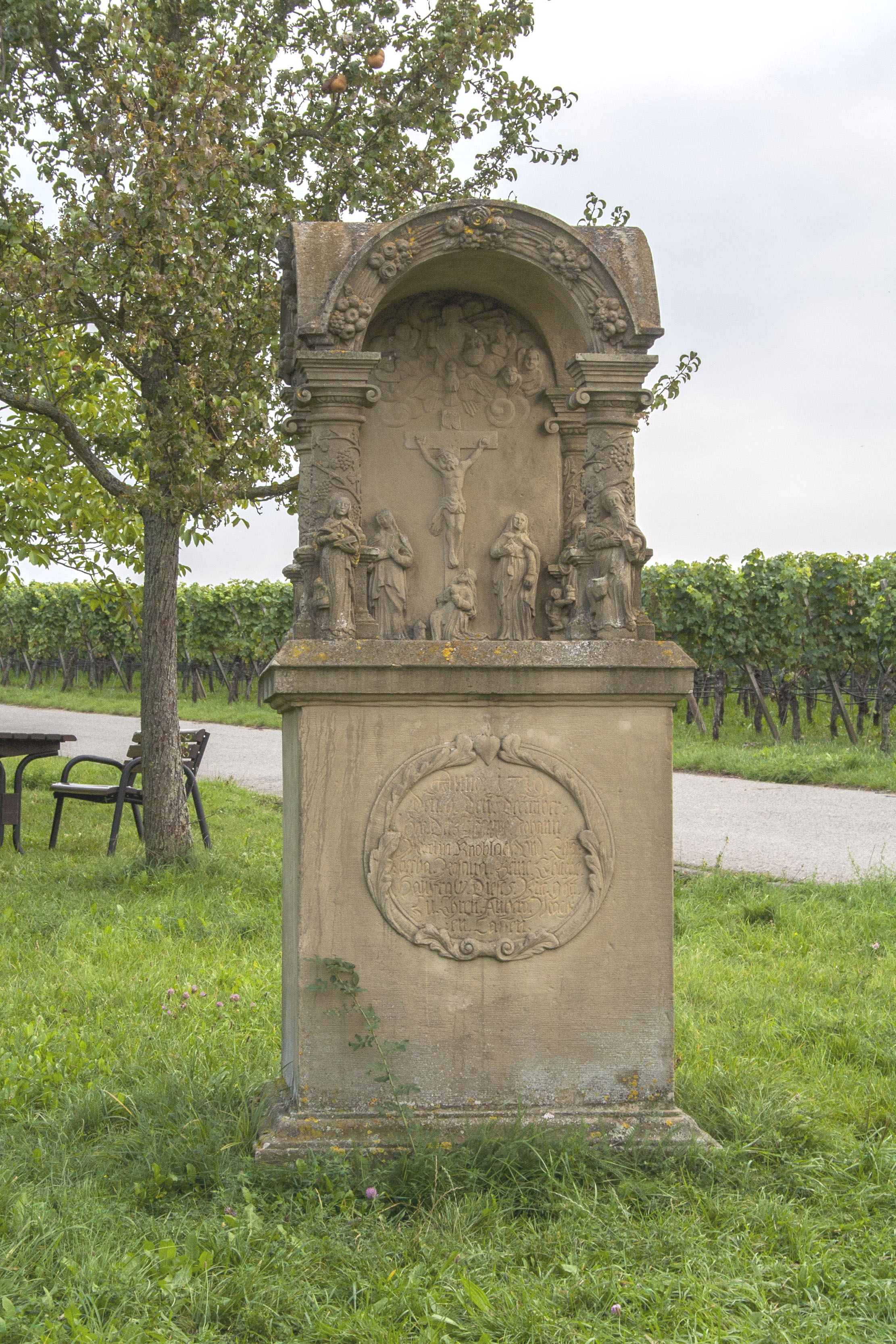
Ausgestochene Marter
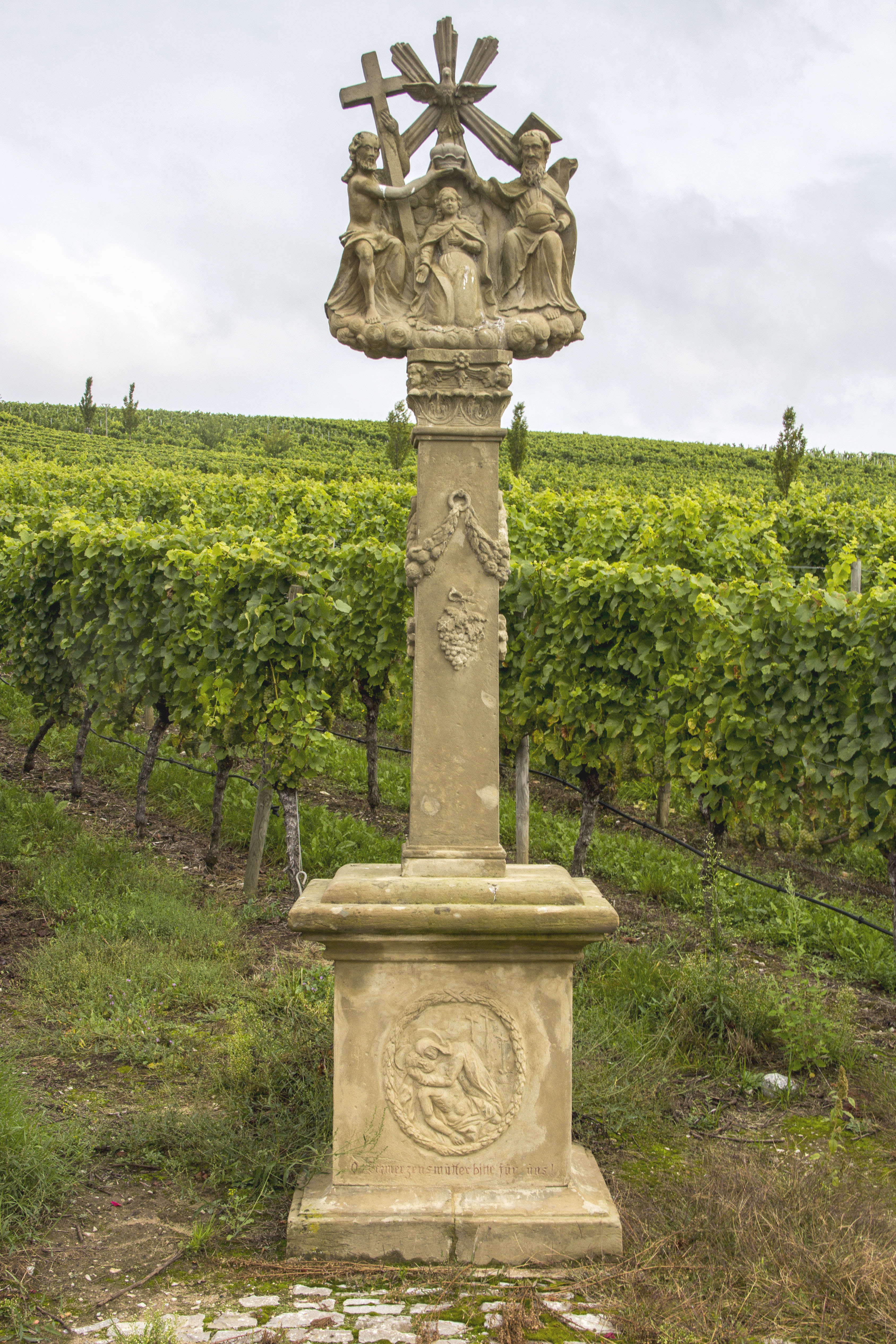
Bildstock bei Sommerach